# Bruce Spendley
Bruce Spendley (6 september 1940 - 15 juni 2021) was een caller in de dartssport. 
Spendley heeft een lange staat van dienst in het darts. In 1982 maakte hij al zijn debuut als scheidsrechter op de prestigieuze Embassy, het officieuze wereldkampioenschap darten, in het Engelse Frimley Green. Sindsdien was hij onafgebroken caller op alle grote toernooien georganiseerd door de BDO. In 1993 besloot Spendley echter, in samenspraak met collega Freddie Williams, over te stappen naar de rivaliserende Professional Darts Corporation.
Spendley is in het bezit van het record van de meeste gecallde nine-darters. Driemaal callde hij een nine-darter van Phil Taylor (2004, 2005 en 2007) en een keer van zowel Raymond van Barneveld (2006) als Tony O'Shea (2007). De laatste perfecte leg van Taylor en die van O'Shea vonden plaats in twee opeenvolgende dagen tijdens de IDL 2007.
Het PDC World Darts Championship 2013 was het laatste toernooi waar deze caller aan mee heeft gedaan. Ook in dit toernooi kon Spendley weer een negendarter callen, dit keer van Dean Winstanley in zijn partij tegen Vincent van der Voort. Dit was de zesde en laatste negendarter voor Spendley. De tweede helft van de finale tussen de nu 16-voudig wereldkampioen Phil Taylor en Michael van Gerwen was zijn laatste wedstrijd.
In juni 2021 overleed Spendley op 80-jarige leeftijd.